# タイラー・ネビン
タイラー・ジョセフ・ネビン（Tyler Joseph Nevin、1997年5月29日 - ）は、アメリカ合衆国カリフォルニア州サンディエゴ郡パウェイ出身のプロ野球選手（外野手、内野手）。右投右打。埼玉西武ライオンズ所属。
父は元メジャーリーガーでロサンゼルス・エンゼルスの監督を務めたフィル・ネビン。

## 経歴

### プロ入りとロッキーズ傘下時代
2015年のMLBドラフト1巡目戦力均衡ラウンドA（全体38位）でコロラド・ロッキーズから指名されプロ入り。契約後に傘下のパイオニアリーグのルーキー級グランドジャンクション・ロッキーズでプロデビュー。53試合に出場して打率.265、2本塁打、18打点を記録した。
2016年はハムストリングの故障のため、A-級ボイシ・ホークスで1試合に出場したのみでほぼ全休となった。
2017年はA-級ボイシとA級アッシュビル・ツーリスツでプレーし、2球団合計で82試合に出場して打率.299、8本塁打、52打点、10盗塁を記録した。
2018年はA+級ランカスター・ジェットホークスでプレーし、100試合に出場して打率.328、14本塁打、62打点を記録した。
2019年はロッキーズのスプリングトレーニングに招待選手として参加した。シーズンではAA級ハートフォード・ヤードゴーツでプレーし、130試合に出場して打率.251、13本塁打、61打点を記録した。オフの11月20日にルール・ファイブ・ドラフトでの流出を防ぐために40人枠入りした

### 第一次オリオールズ時代
2020年8月30日にマイケル・ギブンズとの1対3のトレードで、テリン・バブラ、後日発表選手と共にボルチモア・オリオールズへ移籍した。
2021年5月28日にメジャー初昇格した。翌29日のシカゴ・ホワイトソックスとのダブルヘッダー第1試合でメジャー初出場を果たし、2回にダラス・カイケルから初安打となる二塁打を放った。この年はメジャーで6試合に出場した。
2022年は58試合に出場して打率.197、2本塁打、16打点を記録した。オフの12月21日にDFAとなった。

### タイガース時代
2022年12月31日に金銭トレードで、デトロイト・タイガースへ移籍した。
2023年はオプションでメジャーとマイナーとの昇格と降格を繰り返し、メジャーでは41試合の出場で打率.200、2本塁打、10打点だった。
2024年1月18日にDFAとなった。

### 第二次オリオールズ時代
2024年1月24日に金銭トレードでボルチモア・オリオールズに移籍。スプリングトレーニングでは23試合の出場でOPS.841と好調だったが、開幕ロースターに入れず3月28日に40人枠を外された（DFA）。

### アスレチックス時代
2024年3月31日、クレイムオフ契約でオークランド・アスレチックスに移籍。4月1日に26人枠入り。

### 西武時代
2025年1月17日に、埼玉西武ライオンズが獲得を発表した。背番号は26。1年契約で年俸は2億5000万円（推定）。開幕当初は3番をメインで起用されていたが、4月後半から4番起用され、5月には打率.292、4HR、17打点という好成績を残し5月の月間MVPを獲得。また自身のプレースタイルなどが評価され、シーズン前半戦中の6月23日、2026年シーズンから2年契約を締結した。

## 選手としての特徴・人物
広角に打てる技術とパンチ力に加え、勝負強さも光る好打者。本職は外野手であるが、堅実な一塁守備にも定評がある。西武OBの辻発彦はネビンの一塁守備を高く評価しており、特に相手を思いやる気持ちが最も出る3-1のプレー（投手が一塁ベースカバーに入り、一塁手がトス）を絶賛している。辻は「（ネビンは）きっちり投手の捕りやすいタイミングで距離感を合わせて普通のスピードで走り込んだ前で捕ってベース踏める」「日本一って言ったら失礼。もっと上だと思う。教科書に載せたい」と語っている。
熱心な練習態度、献身的なプレースタイル、強いリーダーシップの持ち主であることから、人格者として知られる。

## 詳細情報

### 年度別打撃成績
| 年 度    | 球 団    | 試 合 | 打 席 | 打 数 | 得 点 | 安 打 | 二 塁 打 | 三 塁 打 | 本 塁 打 | 塁 打 | 打 点 | 盗 塁 | 盗 塁 死 | 犠 打 | 犠 飛 | 四 球 | 敬 遠 | 死 球 | 三 振 | 併 殺 打 | 打 率 | 出 塁 率 | 長 打 率 | O P S |
| -------- | -------- | ----- | ----- | ----- | ----- | ----- | -------- | -------- | -------- | ----- | ----- | ----- | -------- | ----- | ----- | ----- | ----- | ----- | ----- | -------- | ----- | -------- | -------- | ----- |
| 2021     | BAL      | 6     | 18    | 14    | 3     | 4     | 2        | 0        | 1        | 9     | 3     | 0     | 0        | 0     | 0     | 4     | 0     | 0     | 5     | 0        | .286  | .444     | .643     | 1.087 |
| 2022     | BAL      | 58    | 184   | 157   | 17    | 31    | 4        | 0        | 2        | 41    | 16    | 0     | 0        | 0     | 3     | 20    | 0     | 4     | 46    | 4        | .197  | .299     | .261     | .560  |
| 2023     | DET      | 41    | 111   | 95    | 11    | 19    | 3        | 1        | 2        | 30    | 10    | 0     | 1        | 0     | 1     | 12    | 0     | 3     | 25    | 1        | .200  | .306     | .316     | .622  |
| 2024     | OAK      | 87    | 278   | 245   | 22    | 50    | 10       | 0        | 7        | 81    | 20    | 1     | 0        | 0     | 3     | 25    | 0     | 5     | 64    | 5        | .204  | .288     | .331     | .618  |
| MLB：4年 | MLB：4年 | 192   | 591   | 511   | 53    | 104   | 19       | 1        | 12       | 161   | 49    | 1     | 1        | 0     | 7     | 61    | 0     | 12    | 140   | 10       | .204  | .299     | .315     | .615  |

- 2024年度シーズン終了時

### 年度別守備成績
内野守備
| 年 度 | 球 団 | 一塁（1B） | 一塁（1B） | 一塁（1B） | 一塁（1B） | 一塁（1B） | 一塁（1B） | 三塁（3B） | 三塁（3B） | 三塁（3B） | 三塁（3B） | 三塁（3B） | 三塁（3B） |
| 年 度 | 球 団 | 試 合      | 刺 殺      | 補 殺      | 失 策      | 併 殺      | 守 備 率   | 試 合      | 刺 殺      | 補 殺      | 失 策      | 併 殺      | 守 備 率   |
| ----- | ----- | ---------- | ---------- | ---------- | ---------- | ---------- | ---------- | ---------- | ---------- | ---------- | ---------- | ---------- | ---------- |
| 2021  | BAL   | 2          | 6          | 0          | 1          | 0          | .857       | -          | -          | -          | -          | -          | -          |
| 2022  | BAL   | 8          | 67         | 3          | 0          | 6          | 1.000      | 44         | 35         | 60         | 4          | 6          | .960       |
| 2023  | DET   | 8          | 48         | 1          | 1          | 6          | .980       | 14         | 9          | 13         | 2          | 1          | .917       |
| 2024  | OAK   | 38         | 201        | 13         | 2          | 18         | .991       | 25         | 14         | 25         | 2          | 7          | .951       |
| MLB   | MLB   | 56         | 322        | 17         | 4          | 30         | .988       | 83         | 58         | 98         | 8          | 14         | .951       |

外野守備
| 年 度 | 球 団 | 左翼（LF） | 左翼（LF） | 左翼（LF） | 左翼（LF） | 左翼（LF） | 左翼（LF） | 右翼（RF） | 右翼（RF） | 右翼（RF） | 右翼（RF） | 右翼（RF） | 右翼（RF） |
| 年 度 | 球 団 | 試 合      | 刺 殺      | 補 殺      | 失 策      | 併 殺      | 守 備 率   | 試 合      | 刺 殺      | 補 殺      | 失 策      | 併 殺      | 守 備 率   |
| ----- | ----- | ---------- | ---------- | ---------- | ---------- | ---------- | ---------- | ---------- | ---------- | ---------- | ---------- | ---------- | ---------- |
| 2021  | BAL   | 4          | 9          | 0          | 0          | 0          | 1.000      | -          | -          | -          | -          | -          | -          |
| 2022  | BAL   | 2          | 3          | 0          | 1          | 0          | .750       | 1          | 1          | 0          | 0          | 0          | 1.000      |
| 2023  | DET   | 7          | 9          | 0          | 0          | 0          | 1.000      | 1          | 0          | 1          | 0          | 0          | 1.000      |
| 2024  | OAK   | 8          | 13         | 0          | 0          | 0          | 1.000      | 18         | 33         | 0          | 0          | 0          | 1.000      |
| MLB   | MLB   | 26         | 34         | 0          | 1          | 0          | .971       | 20         | 34         | 1          | 0          | 0          | 1.000      |

- 2024年度シーズン終了時

### 表彰

#### NPB
- 月間MVP：1回（打者部門：2025年5月[16][注 2]）

### 記録

#### NPB
初記録
- 初出場・初先発：2025年3月28日、対北海道日本ハムファイターズ1回戦（ベルーナドーム）、「3番・一塁手」で先発出場[18]
- 初打席：同上、1回裏に金村尚真から三ゴロ
- 初安打：同上、4回裏に金村尚真から左越安打
- 初打点：2025年3月30日、対北海道日本ハムファイターズ3回戦（ベルーナドーム）、1回裏にドリュー・バーヘイゲンから右犠飛[19]
- 初本塁打：2025年4月16日、対オリックス・バファローズ2回戦（京セラドーム大阪）、3回表に曽谷龍平から左越ソロ[20]
- 初盗塁：2025年4月22日、対千葉ロッテマリーンズ3回戦（ZOZOマリンスタジアム）、1回表に二盗（投手：石川柊太、捕手：佐藤都志也）

#### その他の記録
- チームの全4安打を1人でマーク：2025年6月29日、対北海道日本ハムファイターズ11回戦（ベルーナドーム）、2回裏に達孝太から左越本塁打、4回裏に達孝太から中前安打、7回裏に達孝太から左前安打、9回裏に達孝太から三塁前内野安打※1938年7月3日の山田伝（阪急）以来87年ぶり2度目、2リーグ制以来初[21]

### 背番号
- 41（2021年 - 2022年）
- 18（2023年）
- 26（2024年[10] - ）